# Château de Corroy-le-Château
Ne doit pas être confondu avec Château de Trazegnies.
 (février 2023).
Si vous disposez d'ouvrages ou d'articles de référence ou si vous connaissez des sites web de qualité traitant du thème abordé ici, merci de compléter l'article en donnant les références utiles à sa vérifiabilité et en les liant à la section « Notes et références ».
Le château de Corroy-le-Château sis à Corroy-le-Château, un village à 5 km de la ville de Gembloux, province de Namur (Région wallonne de Belgique), était à l’origine un simple donjon appartenant aux seigneurs d’Orbais.

## Histoire
En 1200, il passa  en héritage à une branche cadette des ducs de Brabant. Cette famille lui adjoignit une palissade en 1235. Toujours par mariage, il devint propriété du comte Philippe de Vianden. Vers 1270, ce dernier y édifia une enceinte en pierre munie de quatre tours circulaires aux angles, de courtines et d’un châtelet d’entrée afin d’en faire un bastion destiné à protéger la frontière sud du duché de Brabant contre les velléités des Dampierre de Flandre qui étaient également comtes de Namur.
Lors du rachat du comté de Namur par Guy de Dampierre, le duc de Brabant a dû convaincre les Vianden, seigneurs de Corroy, d'élever cette forteresse face au château namurois de Golzinne.
Il est classé au Patrimoine majeur de Wallonie qui le considère comme le témoin le plus important et le plus complet que nous a légué le XIIIe siècle.

Le Marquis de Trazegnies et William Ubregts écrivent : 
« Les épaisses courtines portent un chemin de ronde continu, passant par les tours et traversant le châtelet, les logis, voire la tribune de la chapelle. Le parapet est formé de merlons entre les fenêtres archères, garnies de volets en temps de paix. En période de conflit, ces mantelets étaient remplacés par un hourd de bois dont les boulins sont facilement discernables. Corroy a quatre tours d'angle voûtées, désignées vers 1500 par les points cardinaux; la plupart flanquent la muraille. Ces tours ont de remarquables archères de deux mètres de haut (agrandies et retaillées en canonnières en 1477), un parapet hourdé comme les courtines. Les portes des hourds peuvent servir d'entrée aux latrines en bois. Le châtelet d'entrée (ou "chambre de Vianden"), est un véritable poste d'observation et de commandement. Il est constitué de deux demi-tours (ou tourettes), semi-circulaires et très militaires (archères, voûtes, fentes d'observation) en serrant un passage bien protégé (pont-levis, herse, assommoir, deux portes à doubles vantaux). »
Corroy est aussi l'un des rares châteaux à n'avoir jamais, jusqu'en 2008, été mis en vente. La Belgique ne compte que sept châteaux à jouir d'un tel privilège. Au fil des siècles, le château de Corroy est passé par succession héréditaire, depuis sa construction ordonnée vers 1270, de famille en famille, de branche en branche, pour échoir aux Trazegnies en 1803 lorsque le marquis Gillion de Trazegnies d'Ittre contracta mariage avec Amélie Constance de Nassau-Corroy, fille unique et seule héritière du château.
A la demande de deux des héritiers du marquis Jean de Trazegnies, le château a été mis en vente publique le 22 septembre 2008. L’adjudicataire en a été l’artiste belge Wim Delvoye. Ce dernier a, le mois suivant, revendu le bien à la SA immobilière Marquis de Trazegnies-Comte de Nassau SA (antérieurement Chênemont) et le 18 août 2010, à l’intervention du Marquis de Trazegnies, cette SA Immobilière fut donnée à l'Association Royale des Demeures Historiques et Jardins de Belgique. Le Marquis Olivier de Trazegnies en a gardé le droit d’habitation et en assume toujours l’entretien.